# Haematoloma dorsata
Cicadelle des pins, Hématolome, Cercope d'Ahrens
Espèce
Synonymes
- Haematoloma dorsatum (Ahrens, 1812) (préféré par NCBI)[1]
- Cercopis dorsata Ahrens, 1812[2]
- Cercopis quinquemaculata Germar, 1821[2]
- Triecphora dorsata (Ahrens, 1812)[2]

Haematoloma dorsata est une espèce d'insectes hémiptères de la famille des Cercopidae, du sous-ordre des Auchenorrhynches (cigales, cicadelles, cercopes). Elle porte les noms vernaculaires de Cicadelle des pins, Hématolome, ou Cercope d'Ahrens.

## Description

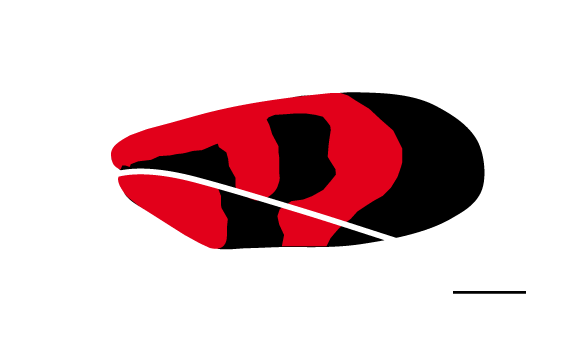
Dessin de l’aile d’Haematoloma dorsata.

De forme allongée, avec les ailes repliées en toit, elle est de couleur noire, avec un dessin rouge en forme de « 3 », de « S » ou de « 8 » déformé sur les ailes antérieures. Le critère important pour la détermination est que le dessin rouge borde toujours la bordure de l'aile. Toutefois des individus entièrement noirs sont également mentionnés. Les pattes sont noires. Le corps est pubescent (couvert de poils fins et courts). Elle mesure environ 6,7 à 8,6 mm de long,,,.

### Confusions

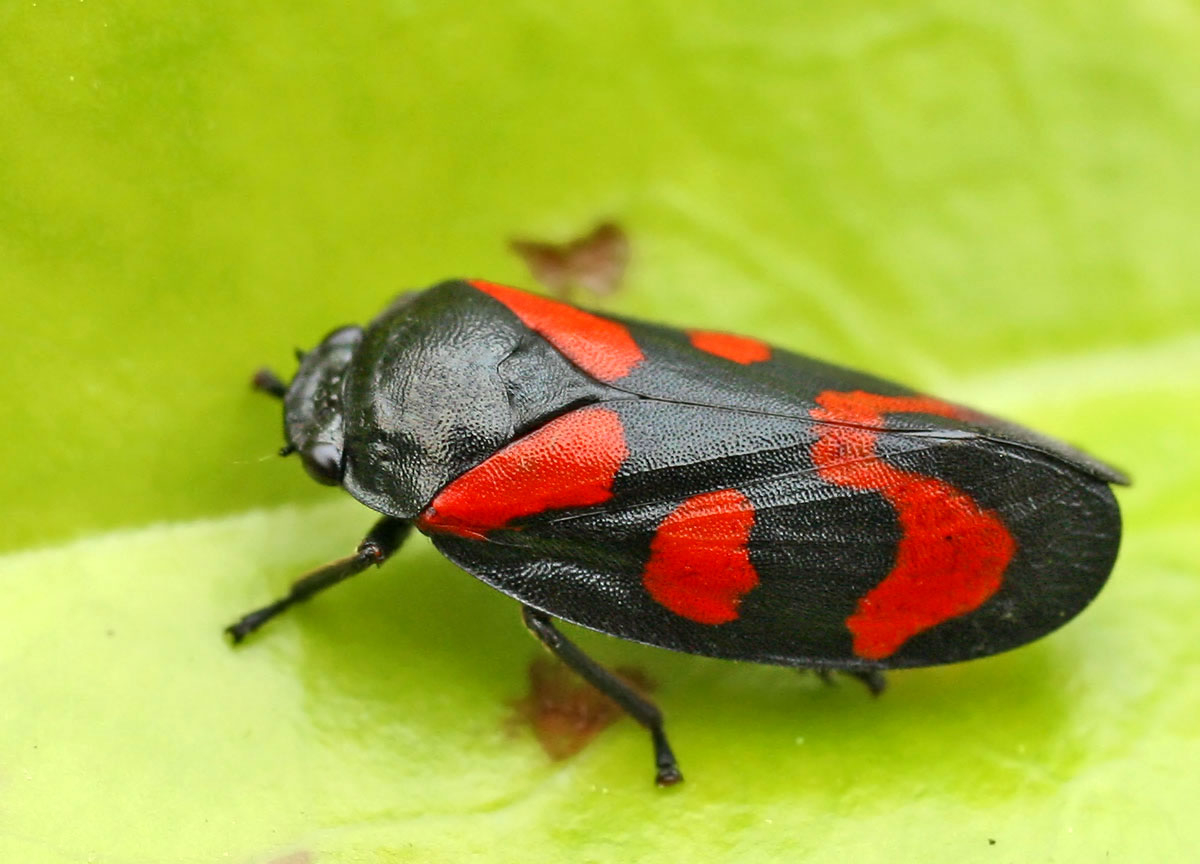
Le Cercope sanguin (Cercopis vulnerata), pour contraste. Le dessin rouge n'atteint pas le bord de l'aile.

Superficiellement, on peut la confondre avec le Cercope sanguin (Cercopis vulnerata) ou d'autres espèces du genre Cercopis, mais la teinte du rouge est légèrement plus terne et sombre chez Haematoloma dorsata. Chez les Cercopis, le dessin ne forme pas de cercles rouges entourant du noir, et surtout ne s'allonge pas le long du bord de l'aile alors que chez Haematoloma dorsata, le rouge borde presque toute la longueur de l'aile. Sa taille est également inférieure à celle des Cercopes,. 

## Répartition
Cette espèce est méditerranéenne, présente du Portugal à la Grèce et à la Turquie (Anatolie), ainsi qu'en Algérie, mais elle monte maintenant jusqu'aux Pays-Bas,. Elle est présente en France, en Belgique et en Suisse. Elle est mentionnée de Bulgarie sans précision de lieu et sans y avoir été confirmée.  
En France, elle est présente dans les départements pyrénéens, le quart Sud-Est et dans la moitié nord. Elle semble s'être étendue vers le nord progressivement à la fin du XIXe et au début du XXe siècle. Elle est mentionnée de l'Yonne en 1880, de Saône et Loire en 1898, et de Seine-et-Oise en 1907, puis trouvée en Lorraine en 1916. 

## Biologie
On observe les adultes du printemps au début de l'été. L'accouplement se fait en forme d'angle aigu. Les œufs sont pondus sur le bas des graminées. Les larves se protègent dans une mousse blanche, appelé « crachat de coucou », qu'elles secrètent par l'organe appelé tubules de Malpighi, et composé de mucopolysaccharides et de protéines. Ces larves se nourrissent dans les racines, et ce sont elles qui hivernent. Il n'y a qu'une génération par année. 
Les adultes se nourrissent sur les aiguilles de conifères, qu'elles piquent de leur rostre piqueur-suceur, pour en aspirer la sève. Elle s'attaque surtout à des espèces ectomycorhiziennes, qui amène plus d'azote dans la sève. 
Lorsqu'elle est dérangée, elle se laisse tomber au sol, ou effectue des sauts par détente.

### Dégâts
Plusieurs conifères peuvent être affectés : pins (Pin noir, Pin laricio, Pin sylvestre, Pin d'Alep, Pin ponderosa et d'autres espèces), sur sapins (Abies, Picea), sur Pseudotsuga, cèdre, cyprès et genévrier. Les aiguilles ponctionnées se tachent de rangées de cercles jaunâtre à brun, et peuvent tomber ou non, selon l'abondance des piqûres. Cela n'empêche pas les rameaux de l'année de pousser, tout au plus cela affaiblit légèrement l'arbre. Aux Pays-Bas, toutefois, des dégâts plus importants ont été rapportés, dans des forêts de pins au pied desquels poussent l'herbe Deschampsia (Avenella) flexuosa, qui sert de nourriture pour les larves.  

## Classification
Elle a été décrite en 1812 par l'entomologiste allemand August Ahrens sous le nom (basionyme) de Cercopis dorsata. Le genre Haematoloma a été créé plus de cent ans plus tard, en 1919, par Hermann Haupt pour la recevoir et la distinguer des Cercopis. Une autre espèce du même genre aurait été décrite par Raymond Poisson en 1925, H. balirana (mentionnée par GBIF). 